# La Chorrera (Amazonas)
La Chorrera ist ein nicht-kommunalisiertes Gebiet im Departement Amazonas in Kolumbien. Es befindet sich im Einzugsgebiet des Río Igara Paraná. Es liegt auf 184 m über dem Meeresspiegel. Die indigenen Völker der Uitoto, Bora, Okaina und Muinaine leben in diesem 12.517 Quadratkilometer großen Gebiet. Es wird von 3.337 Einwohnern bewohnt.

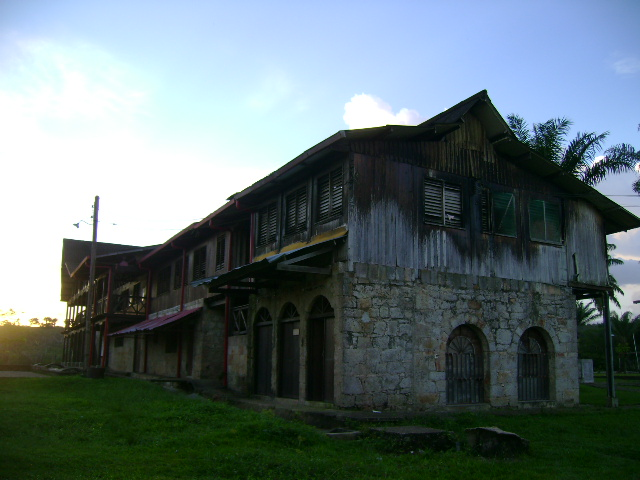
Arana Haus.

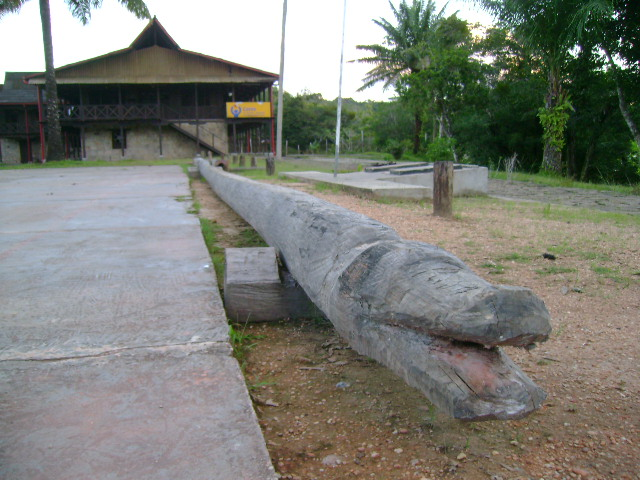
Bank vor dem Arana Haus.

## Filmreferenzen
- El abrazo de la serpiente (2015), von Ciro Guerra
- Muerte Lenta: El Pueblo Uitoto Acorralado por el Mercurio (2018), von Alejandro Ángel und José Guarnizo
- El sendero de la anaconda (2019), von Alessandro Angulo
- El canto de las mariposas (2020), von Nuria Frigola

## Vorschlag für die Einrichtung einer Verbandsgemeinde
Seit mehreren Jahren gibt es einen Vorschlag zur Schaffung einer Verbandsgemeinde im Departement Amazonas aus den nicht-kommunalisierten Gebieten von El Encanto, La Chorrera, Puerto Alegría und Puerto Arica.
Genau dort befand sich eines der beiden Hauptlager der Firma Arana, eines peruanischen Unternehmens, das den natürlich im Amazonasdschungel vorkommenden Kautschuk abbaute, indem es die indigene Bevölkerung ausbeutete. Nur in Kolumbien betraf es schätzungsweise 52 einheimische Zivilisationen. Das Material wurde nach Großbritannien exportiert und dort für Reifen in der Automobilindustrie, aber auch zur industriellen Entwicklung genutzt.